# Нетология-групп
«Нетология-групп» — компания, специализирующаяся на онлайн-образовании полного цикла.
По состоянию на середину 2020 года в компании работает более 1500 сотрудников. Деятельность ведется в 15 направлениях под четырьмя брендами: «Нетология Архивная копия от 2 марта 2022 на Wayback Machine», «Фоксфорд Архивная копия от 6 марта 2022 на Wayback Machine», EdMarket Архивная копия от 2 марта 2022 на Wayback Machine и Wordika.
«Нетология» создана для обучения взрослых людей цифровым профессиям в онлайн и офлайн форматах. «Фоксфорд» — онлайн-образование для школьников и учителей. EdMarket — проект по обучению специалистов для рынка онлайн-образования. Wordika — онлайн-обучение английскому языку.

## История
Компания «Нетология-групп» появилась в сентябре 2014 года в результате слияния проекта «Нетология Архивная копия от 2 марта 2022 на Wayback Machine», запущенного в 2011 году Максимом Спиридоновым и Юлией Спиридоновой-Микедой и стартапа «Фоксфорд», основанного Алексеем Половинкиным в 2009 году. В 2014 году «Нетология-групп» стала резидентом Сколково.
Генеральным директором «Нетологии-групп» с начала её основания является Максим Спиридонов.
Образовательная деятельность ведется на основании государственной лицензии № 037356 от 06 апреля 2016 года на дополнительное образование для детей и взрослых и дополнительное профессиональное образование.
В 2021 году основатель «Нетологии» Максим Спиридонов продал свою долю в компании, вышел из состава акционеров и совета директоров компании из-за «расхождений во взглядах».

## Инвестиции
- Венчурный фонд InVenture Partners инвестировал в «Нетология-групп» двумя раундами на общую сумму $1,6 млн в феврале и августе 2014 года. Компанию оценили в $5,6 млн.[3]
- Венчурные фонды Buran Venture Capital и InVenture Partners выделили дополнительные $2,1 млн инвестиций в феврале 2015 года.[4]
- В августе 2017 года «Севергрупп», осуществляющая деятельность по управлению инвестициями в интересах Алексея Мордашова, выкупил 40 % в «Нетология-групп», 60 % осталось у основателей. По данным Forbes на тот момент компания оценивалась в $50–60 млн. Фонды Buran Venture Capital и InVenture Partners полностью вышли из числа акционеров компании.[5]

## Награды
- В 2014 году «Нетология-групп» получила «Премию Рунета» в номинации «Экономика, Бизнес и Инвестиции».[6]
- В 2014 году «Нетология-групп» попала в рейтинг лучших российских стартапов по версии журнала «Секрет фирмы».
- В 2017 году «Нетология-групп» получила ещё одну «Премию Рунета». На этот раз в номинации «Образование».
- В 2017 году «Нетология-групп» получила награду «Золотой Сайт» в номинации «Сайт образовательного учреждения».[7]
- В 2018 и 2019 годах российский журнал Forbes включил «Нетология-групп» в список «20 самых дорогих компаний рунета».[8][9]
- В 2019 году «Нетология-групп» получила третью «Премию Рунета» в номинации «Образование и кадры».[10]